# Grundlagen- und Orientierungsprüfung
Eine Grundlagen- und Orientierungsprüfung (GOP) ist eine in manchen Studiengängen im Verlauf der ersten Semester vorgesehene Prüfung, die frühzeitig die Eignung der Kandidaten für das jeweilige Studium feststellen soll. Zum Teil gelten für diesen Prüfungsabschnitt hinsichtlich Anmeldung, Prüfungsablauf und Wiederholungsmöglichkeiten Sonderregelungen, die sicherstellen sollen, dass die Entscheidung über die Eignung eines Kandidaten spätestens zu einem von der Prüfungsordnung vorgesehenen Zeitpunkt (z. B. nach dem zweiten Fachsemester) fällt. Ein endgültiges Nichtbestehen der GOP hat in der Regel Exmatrikulation zur Folge. 